# Sarapaka
Sarapaka es una ciudad censal situada en el distrito de Bhadradri Kothagudem en el estado de Telangana (India). Su población es de 22149 habitantes (2011). Se encuentra a orillas del río Godavari.

## Demografía
Según el censo de 2011 la población de Sarapaka era de 32091 habitantes, de los cuales 11252 eran hombres y 10897 eran mujeres. Sarapaka tiene una tasa media de alfabetización del 77,55%, superior a la media estatal del 67,02%: la alfabetización masculina es del 83,88%, y la alfabetización femenina del 71,01%.